# NGC 1177
NGC 1177 је спирална галаксија у сазвежђу Персеј која се налази на NGC листи објеката дубоког неба.
Деклинација објекта је + 42° 21' 46" а ректасцензија 3h 4m 37,2s. Привидна величина (магнитуда) објекта NGC 1177 износи 14,6 а фотографска магнитуда 15,4. NGC 1177 је још познат и под ознакама IC 281, MCG 7-7-20, CGCG 540-33, PGC 11581.